# Lake Solitude (Wyoming)
Der Lake Solitude ist ein Bergsee im Grand-Teton-Nationalpark im Westen des US-Bundesstaates Wyoming. 

## Lage
Der natürliche See mit einem Umfang von 0,80 km liegt am Ende des nördlichen Ausläufers des Cascade Canyon auf einer Höhe von 2754 m und ist ein beliebtes Ziel für Wanderer und Backpacker. Er liegt südöstlich des Littles Peak und wenige Kilometer westlich des Mount Woodring. Der Lake Solitude bildet die Quelle des Cascade Creek, der auf seiner gesamten Länge durch den Cascade Canyon fließt und in den Jenny Lake mündet.

## Wanderwege
Vom Cascade Canyon Trailhead am Westufer des Jenny Lake führt der Cascade Canyon Trail 11,6 km bis zum Lake Solitude, auf dem Weg müssen 686 m Höhenunterschied überwunden werden. Eine alternative Route zum See von Norden beginnt am String Lake und steigt steil auf dem Paintbrush Canyon Trail durch den Paintbrush Canyon zum Bergpass Paintbrush Divide auf und dann von dort nach insgesamt 18,5 km zum Lake Solitude ab.

## Belege
1. ↑  Geonames: Lake Solitude. Abgerufen am 21. März 2021.
2. ↑  Naturalatlas: Lake Solitude. Abgerufen am 21. März 2021 (englisch).